# 熊倫
熊倫（1381年—？），字仲彜，江西吉安府吉水縣東坊人，明朝政治人物。進士出身。

## 生平
江西鄉試一百九名。永樂十年（1412年）壬辰科會試九十六名，殿試登進士第二甲第三十九名，授大理寺評事，因得罪權貴，后貶為興化府通判。

## 家族
曾祖熊以德。祖父熊原亨。父亲熊自誠。